# Paolo Contarini
Paolo Contarini (fl. XIX secolo) è stato un artigiano italiano del XIX secolo.
Di questo sacerdote, originario di Noto in Sicilia, non si conoscono i dati biografici. Attualmente sono noti soltanto tre strumenti, conservati rispettivamente nel Museo Galileo di Firenze (un orologio solare cilindrico), al Metropolitan Museum di New York e nella collezione di strumenti scientifici della Harvard University.
A conferma che il sacerdote Paolo Contarini, nato a Noto, sia realmente esistito, dichiaro di avere una meridiana firmata Paolo Contarini 1826, nel Borgo di Castelluccio a Noto (SR). 